# Мінськ (авіаносний крейсер)
Мінськ (рос. Минск) — радянський авіаносний крейсер проєкту 1143 (шифр «Кречет», англ. Kiev class за класифікацією НАТО), які інколи називають «радянськими авіаносцями». Другий корабель проєкту, побудований у 1978 році на Чорноморському суднобудівному заводі в Миколаєві. Входив до складу Тихоокеанського флоту. Після розпаду СРСР корабель був проданий Російською Федерацією на злом в Корею, звідки перепроданий КНР, де був переобладнаний на туристично-розважальний комплекс «Світ „Мінська“» в місті Шеньчжень.

## Бойове призначення
Авіаносні крейсери проєкту 1143 призначені для надання бойової стійкості оперативним з'єднанням військово-морського флоту у віддалених районах Світового океану. Їхнім завданнями є:
- прикриття корабельних з'єднань від ударів з повітря, їхня протичовнова і протикорабельна оборона;
- забезпечення бойової стійкості ракетних підводних човнів стратегічного призначення в районах бойового патрулювання;
- забезпечення розгортання підводних човнів в районах бойового призначення;
- прикриття морської ракетоносної, протичовнової та розвідувальної авіації в зоні досяжності корабельної винищувальної авіації;
- пошук і знищення ракетних підводних човнів противника у складі угруповань різнорідних протичовнових сил;
- ураження угруповань надводних кораблів противника;
- забезпечення висадки морських десантів;
- нанесення ударів по важливим наземним об'єктам противника.

## Історія проєктування
Важкий протичовновий крейсер проєкту 1143 розроблявся як розвиток відкоригованого проєкту протичовнового крейсера проєкту 1123М Невським проєктно-конструктроським бюро у Ленінграді: досвід будівництва і експлуатації перших радянських протичовнових крейсерів проєкту 1123 вимагав розробки більш досконалого корабля такого класу — для забезпечення ефективного виконання покладених на крейсер завдань було потрібно збільшити кількісний склад корабельної авіагрупи, посилити озброєння, поліпшити морехідні якості корабля і умови розміщення особового складу. Крім того, командування ВМФ вирішило оснастити новий корабель літаками вертикального зльоту і посадки.
В СРСР ідея застосування літаків вертикального зльоту і посадки (ЛВЗП) як палубного літака виходила від секретаря ЦК КПРС Дмитра Федоровича Устинова, який координував на цій посаді роботу наукових установ, конструкторських бюро та промислових підприємств оборонно-промислового комплексу. Командування Військово-Морським Флотом, і особисто командувача ВМФ СРСР Сергія Горшкова, перспектива отримання флотом авіаносних кораблів цілком влаштовувала. В результаті, першим кораблем нового проєкту 1143, побудованим на «нульовому» стапелі суднобудівного заводу № 198 в Миколаєві став крейсер «Київ», спущений на воду 26 грудня 1972 року.
«Мінськ» будувався за базовим проєктом 1143, але в ході проєктування і будівництва другого корабля серії в проєкт було внесено понад 65 тисяч коригувань. Головним конструктором корабля, як і його попередника — «Києва», був Аркадій Васильович Маринич.

## Будівництво
Протичовновий крейсер «Мінськ» проєкту 1143 (заводський № 102) будувався на суднобудівному заводі № 198 в Миколаєві. Головним будівельником і головним відповідальним здавачем корабля був призначений Сергій Микитович Артемський.
«Мінськ» за конструкцією був аналогічний «Києву». Він мав високобортний корпус, виготовлений зі сталі з поздовжньою системою набору. Польотна палуба площею 5600 м² розміщувалася уздовж лівого борту під кутом 4,5° до поздовжньої осі. Палуба покрита термостійкими плитами АК-9Ф. Порівняно з «Києвом» для зменшення забризкування змінена кромка кутової палуби і конструкція спонсону лівого борту. Надбудова зміщена до правого борту. На борту корабля планувалося розміщувати дві ескадрильї: протичовнових вертольотів і літаків вертикального зльоту. В той час, коли на такр «Київ» виконувалися тільки перші дослідні польоти Як-36М, то до другого корабля з самого початку ставилися вимоги забезпечення повноцінного базування літаків вертикального зльоту Як-38.
В ході будівництва корабель, як і його наступники, був «розбитий» на десять будівельних районів. Це дозволило будувати на стапелях заводу одночасно три кораблі проєкту: в той час, коли будувався «Мінськ», «Київ» проходив ходові випробування, і закладався «Новоросійськ». При будівництві був врахований досвід будівництва «Києва» і скасовано низку обмежень головного конструктора, зокрема по спусковій вазі. 30 вересня 1975 року корабель спущено на воду, на відміну від «Києва», з повністю змонтованою по висоті надбудовою («островом»). З 15 жовтня 1977 по 18 лютого 1978 року він пройшов швартові випробування. 19 лютого піднято військово-морський прапор СРСР. 21 лютого корабель здійснив перехід у Севастополь, де через три дні почалися заводські ходові випробування. 5 травня 1978 року розпочалися державні випробування корабля. 27 вересня 1978 року «Мінськ» увійшов у склад флоту і був тимчасово зарахований до 30-ї дивізії протичовнових кораблів Чорноморського флоту, а 13 січня 1979 року він був включений до складу 175-ї бригади ракетних кораблів Тихоокеанського флоту.

## У складі Військово-Морського Флоту

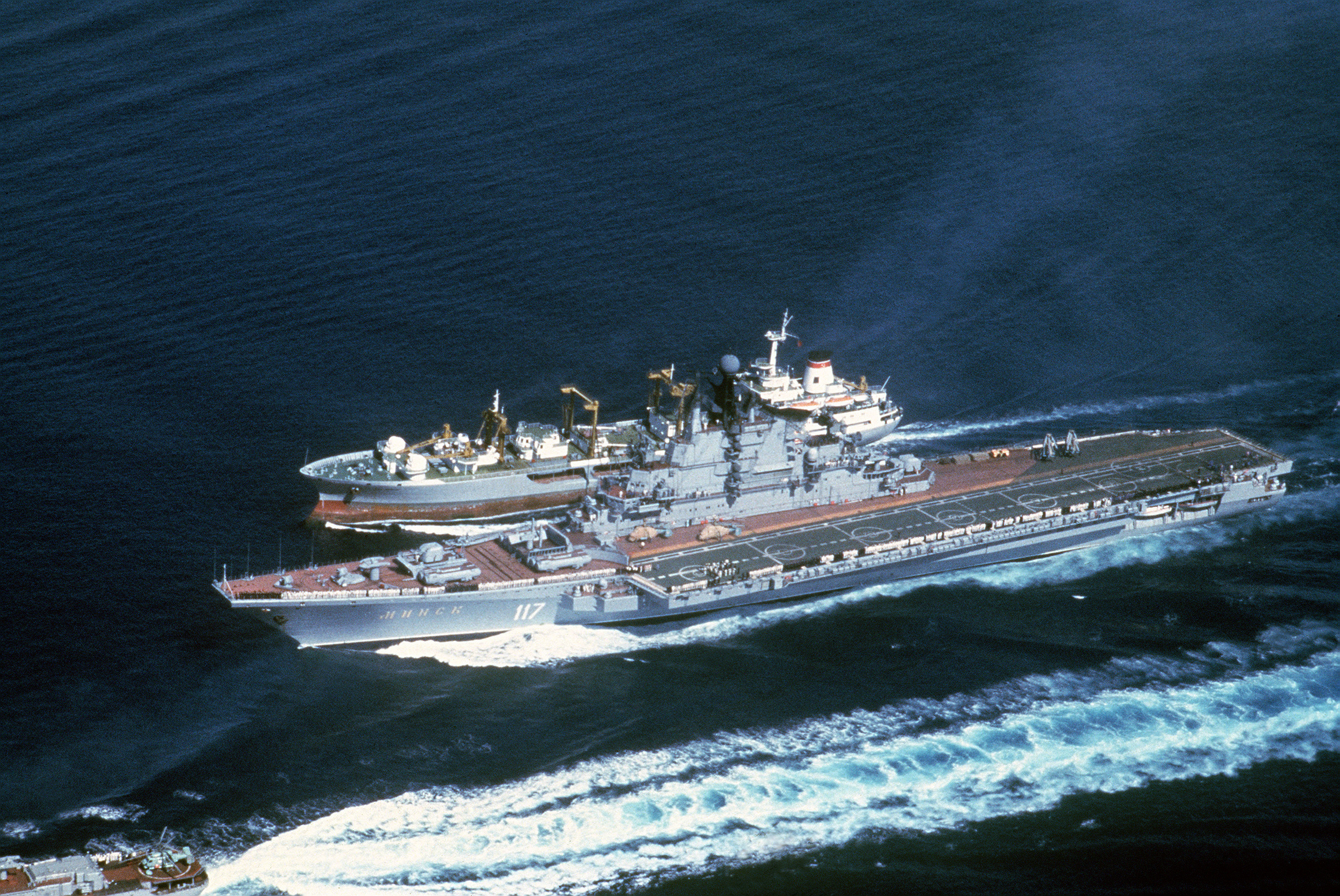
«Мінськ» з танкером «Борис Бутома». 1986 рік

28 червня 1977 року перекласифікований з «протичовновий крейсер» на «важкий авіаносний крейсер».
З 24 лютого по 3 липня 1979 року тавкр «Мінськ» здійснив перехід з Севастополя навколо Африки через Атлантичний, Індійський і Тихий океани до Владивостоку. Під час переходу на протичовнових навчаннях «Розбіг-79» в Середземному морі відпрацьовував взаємодію з КПУГ авіаносного крейсера «Київ». Здійснив ділові заходи до Луанди (Ангола), Мапуту (Мозамбік), Порт-Луї (Маврикій), Адена (НДРЄ).
Влітку 1980 року відвідав Камрань (В'єтнам). 11-14 грудня 1982 наніс візит до Бомбея (Індія). З 27 березня по 24 квітня 1984 року знаходився на бойовій службі в Південно-Китайському морі, здійснив повторний захід в Камрань. У березні — квітні 1986 року крейсер знову ніс службу в Південно-Китайському морі із заходом в Камрань, де взяв участь у спільних радянсько-в'єтнамських навчаннях. 4-8 липня 1986 року з групою кораблів наніс візит у Вонсан (Північна Корея). Всього за період служби з палуби «Мінська» було виконано 2390 польотів літаків і 3166 польотів вертольотів.
У 1991 році крейсер був поставлений на відстій в бухті Постова поблизу Совєтської Гавані. 30 червня 1993 корабель роззброєний і виключений зі складу ВМФ СРСР. 31 серпня 1994 року екіпаж «Мінська» розформований і він переданий ВФМ для розборки на метал.

## Китайський туристично-розважальний комплекс

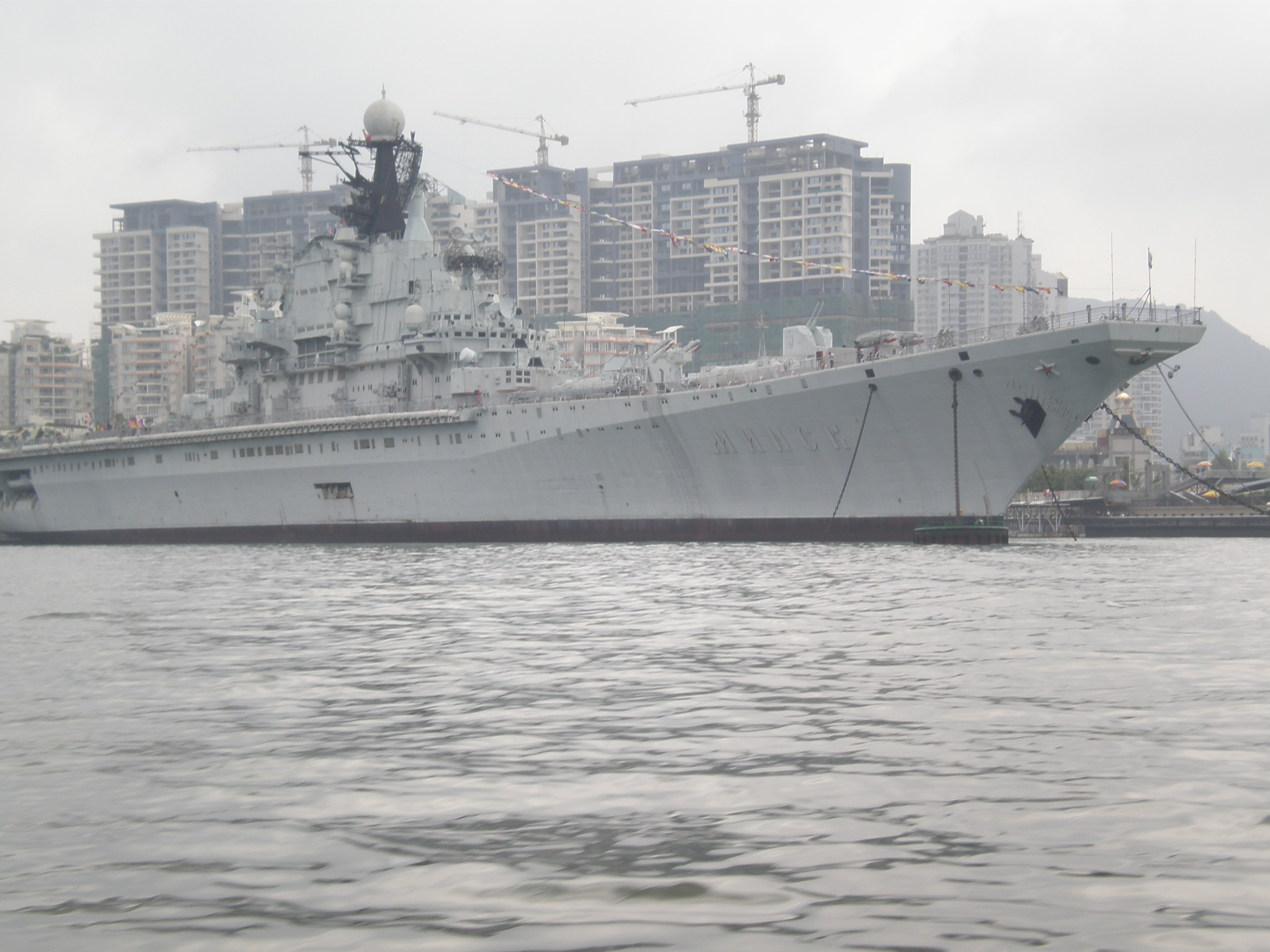
«Мінськ-ворд» в Шеньчжені

Вперше питання про продаж «Мінська» й «Новоросійська» Китаю постало під час візиту російського президента Бориса Єльцина до Пекіна у 1992 році. За згоди Єльцина, уряд КНР дипломатичними каналами направив офіційний запит щодо придбання «вживаних авіаносців Тихоокеанського флоту», але, вважається, що в переговорний процес встряли західні політики, які розстроїли плани і Росія була змушена відмовитись від продажу авіаносних крейсерів Китаю.
Тим не менше, 6 жовтня 1994 року фірма АТ «Компас», яка отримала від міністерства оборони Росії право на продаж кораблів, і південнокорейська компанія Yang Distribution Corp. підписали угоду про продаж на злом «Мінська» і «Новоросійська» відповідно за 4,5 та 4,3 млн доларів США. Наприкінці 1995 року «Мінськ» відбуксирували у південнокорейський порт Пусан для, начебто, розборки. Пізніше, в червні 1998 року, корабель перепродали китайській компанії. Декілька разів «Мінськ» переходив з рук в руки, і врешті-решт був куплений компанією The Shenzhen Minsk Aircraft Carrier Industry Co Ltd. за 5 млн дол. США для створення корабля-музею й розважального центра Minsk World в Шеньчжені. Переобладнання корабля тривало три місяці на верфі Huangpu Wenchong Shipyard в Гуанчжоу і обійшлося в 28 млн доларів США.
Для корабля побудований спеціальний причал, з якого зроблений вхід у вестибюль-кінозал в ангарі. Приміщення «Мінська» оформлені як каюти і бойові пости, а також зали військового музею: розставлені стенди, що повідомляють про бойовий шлях корабля та історію авіаносного кораблебудування. Системи озброєння імітують роботу. На палубах і в ангарах — макети літаків і вертольотів. Туристів супроводжують гіди, одягнені в стилізовану форму офіцерів ВМФ СРСР. довжина туристичного маршруту палубами корабля сягає 17 кілометрів. Сьогодні корабель щоденно відвідує близько 6000 туристів, а в окремі дні — понад 10 тисяч. У 2010 році вхідний квиток коштував 15 доларів США.